# 村角町
村角町（むらすみちょう）とは、宮崎県宮崎市内の地名。東大宮地域自治区に属している。郵便番号は880-0837。

## 地理
宮崎市の中東部、東大宮地域自治区に属する。町域の中心部に集落があり、その周辺地域は農耕地となっている。
北を大字芳士、東を阿波岐原町・山崎町の飛び地、南を大島町・東大宮・桜町、西を花ケ島町と接する。

## 歴史
- 1924年 - 宮崎市制により、旧大宮村域に大字村角が成立。
- 1927年 - 大字村角が村角町となる。
- 1982年 - 花ケ島町・大島町・村角町をもって東大宮1丁目-4丁目が成立。
- 2006年 - 花ケ島町・大島町・東大宮2丁目をもって桜町が成立。

## 世帯数と人口
2023年（令和5年）9月1日現在の世帯数と人口は以下の通りである。
| 町丁   | 世帯数   | 人口   |
| ------ | -------- | ------ |
| 村角町 | 1402世帯 | 3078人 |

## 小・中学校の学区
市立小・中学校に通う場合、学区は以下の通りとなる。
| 町名         | 小学校               | 中学校               |
| ------------ | -------------------- | -------------------- |
| 村角町の一部 | 宮崎市立宮崎東小学校 | 宮崎市立東大宮中学校 |
| 村角町の一部 | 宮崎市立東大宮小学校 | 宮崎市立東大宮中学校 |
| 村角町の一部 | 宮崎市立住吉南小学校 | 宮崎市立東大宮中学校 |

## 交通

### 鉄道
JR日豊本線が通過しており、蓮ヶ池駅を設置する。

### バス
宮交グループの運営するバスが営業している。

## 施設
- 宮崎市東大宮地域事務所
- 宮崎市立東大宮中学校
- 蓮ヶ池駅
- 宮崎ラジオ送信所